# Lithostege coassata
Lithostege coassata är en fjärilsart som beskrevs av Jacob Hübner 1825. Lithostege coassata ingår i släktet Lithostege och familjen mätare. Inga underarter finns listade i Catalogue of Life.